# Arronnes
Arronnes est une commune française, située dans le département de l'Allier en région Auvergne-Rhône-Alpes.
Commune de la Montagne bourbonnaise incluse dans l'aire d'attraction de Vichy, elle comptait 382 habitants au recensement de 2022, appelés les Arronnais et les Arronnaises.

## Géographie
La commune est située au sud-est du département de l'Allier, dans la Montagne bourbonnaise.
Elle est, à vol d'oiseau, à 11,9 km au sud-est de Cusset, 13,4 km au sud-est de la sous-préfecture Vichy, à 21,5 km au sud de Lapalisse et à 59,1 km au sud-sud-est du chef-lieu du département, Moulins.
Six communes sont limitrophes :
|                   | La Chapelle |                      |
| Busset            | Arronnes    | Le Mayet-de-Montagne |
| Ris (Puy-de-Dôme) | Lachaux     | Ferrières-sur-Sichon |

### Climat
Pour des articles plus généraux, voir Climat d'Auvergne-Rhône-Alpes et Climat de l'Allier.
En 2010, le climat de la commune est de type climat océanique dégradé des plaines du Centre et du Nord, selon une étude du CNRS s'appuyant sur une série de données couvrant la période 1971-2000. En 2020, Météo-France publie une typologie des climats de la France métropolitaine dans laquelle la commune est exposée à un climat de montagne ou de marges de montagne et est dans la région climatique Nord-est du Massif Central, caractérisée par une pluviométrie annuelle de 800 à 1 200 mm, bien répartie dans l’année.
Pour la période 1971-2000, la température annuelle moyenne est de 10,7 °C, avec une amplitude thermique annuelle de 16,1 °C. Le cumul annuel moyen de précipitations est de 943 mm, avec 11,4 jours de précipitations en janvier et 8,2 jours en juillet. Pour la période 1991-2020, la température moyenne annuelle observée sur la station météorologique de Météo-France la plus proche, « Mayet-de-Montagne », sur la commune du Mayet-de-Montagne à 8 km à vol d'oiseau, est de 10,9 °C et le cumul annuel moyen de précipitations est de 979,2 mm,. Pour l'avenir, les paramètres climatiques de la commune estimés pour 2050 selon différents scénarios d'émission de gaz à effet de serre sont consultables sur un site dédié publié par Météo-France en novembre 2022.

## Urbanisme

### Typologie
Au 1er janvier 2024, Arronnes est catégorisée commune rurale à habitat très dispersé, selon la nouvelle grille communale de densité à 7 niveaux définie par l'Insee en 2022.
Elle est située hors unité urbaine. Par ailleurs la commune fait partie de l'aire d'attraction de Vichy, dont elle est une commune de la couronne,. Cette aire, qui regroupe 50 communes, est catégorisée dans les aires de 50 000 à moins de 200 000 habitants,.

### Occupation des sols

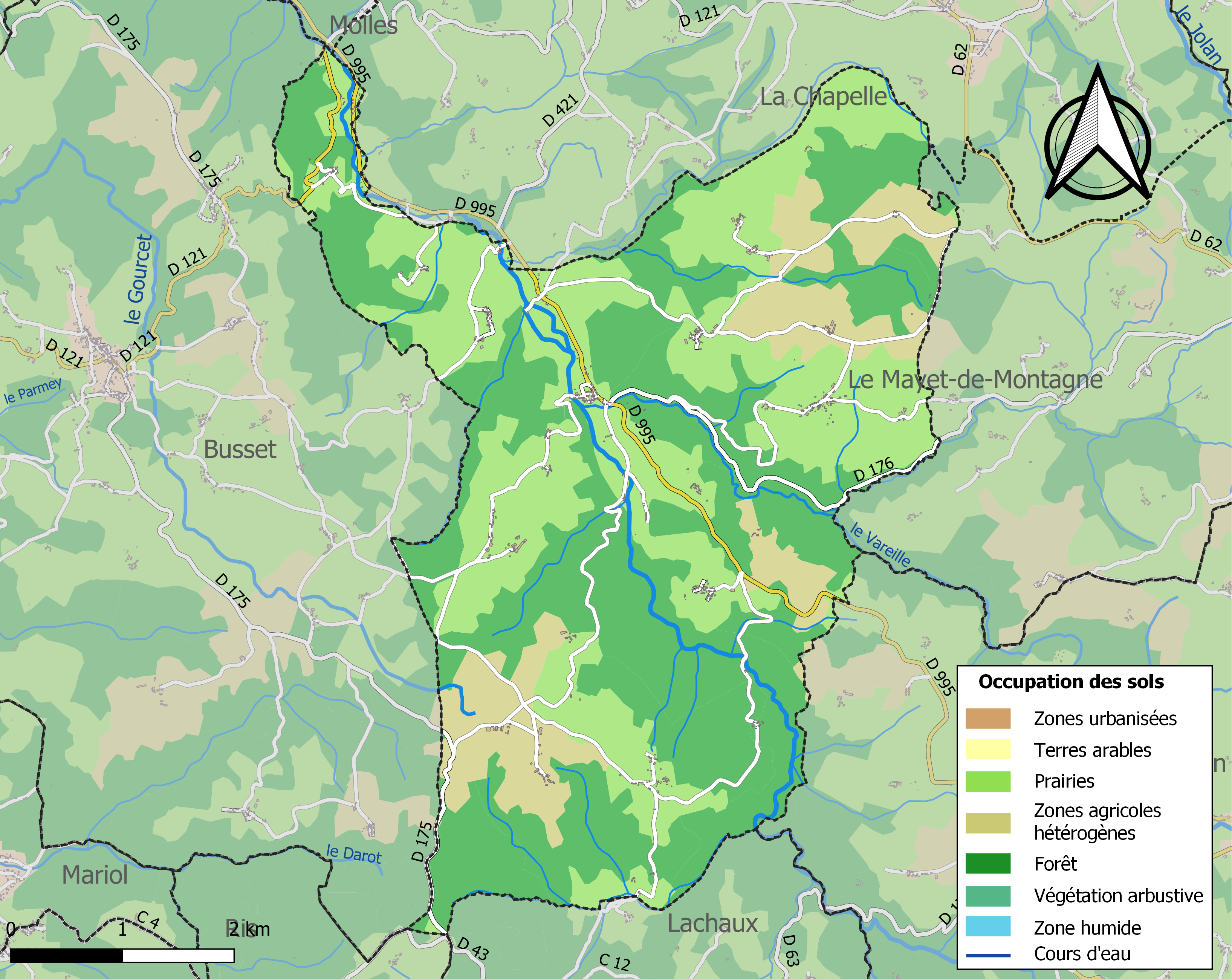
Carte des infrastructures et de l'occupation des sols de la commune en 2018 (CLC).

L'occupation des sols de la commune, telle qu'elle ressort de la base de données européenne d’occupation biophysique des sols Corine Land Cover (CLC), est marquée par l'importance des territoires agricoles (51,7 % en 2018), en diminution par rapport à 1990 (52,7 %). La répartition détaillée en 2018 est la suivante : forêts (48,3 %), prairies (38,6 %), zones agricoles hétérogènes (13,1 %).
L'IGN met par ailleurs à disposition un outil en ligne permettant de comparer l’évolution dans le temps de l’occupation des sols de la commune (ou de territoires à des échelles différentes). Plusieurs époques sont accessibles sous forme de cartes ou photos aériennes : la carte de Cassini (XVIIIe siècle), la carte d'état-major (1820-1866) et la période actuelle (1950 à aujourd'hui).

### Logement
En 2020, la commune comptait 250 logements, contre 248 en 2014. Parmi ces logements, 68,3 % étaient des résidences principales, 27,4 % des résidences secondaires et 4,3 % des logements vacants. Ces logements étaient pour 97,2 % d'entre eux des maisons individuelles et pour 1,6 % des appartements.
La proportion des résidences principales, propriétés de leurs occupants était de 84,6 %, en baisse par rapport à 2014 (87,9 %). Il n'existe aucun logement HLM loué vide.

### Planification de l'aménagement
L'ancienne communauté de communes de la Montagne bourbonnaise, dont Arronnes était membre, avait élaboré un plan local d'urbanisme intercommunal (PLUi). À la suite de sa fusion avec la communauté d'agglomération de Vichy Val d'Allier le 1er janvier 2017, c'est Vichy Communauté qui se charge de l'élaboration de ce document. Ce PLUi, approuvé en conseil communautaire le 31 mars 2022, est exécutoire depuis le 13 mai 2022.

### Voies de communication et transports
La commune est traversée par la route départementale 995, ancienne route nationale 495 reliant Cusset à Ferrières-sur-Sichon et Saint-Just-en-Chevalet.
Du centre-ville, la route départementale 176 permet de rejoindre Le Mayet-de-Montagne (neuf kilomètres) ; au nord, la RD 121 relie le Gué Chervais (lieu-dit de la commune de La Chapelle, au carrefour avec la RD 995) à Busset et à Saint-Yorre.

### Risques naturels et technologiques
La commune est soumise à deux risques majeurs : feu de forêt et risque sismique (zone de sismicité de niveau 2). Elle n'a pas élaboré de DICRIM.

## Politique et administration

### Découpage territorial
La commune d'Arronnes est membre de la communauté d'agglomération Vichy Communauté, un établissement public de coopération intercommunale (EPCI) à fiscalité propre créé le 1er janvier 2017 dont le siège est à Vichy. Ce dernier est par ailleurs membre d'autres groupements intercommunaux.
Sur le plan administratif, elle est rattachée à l'arrondissement de Vichy, au département de l'Allier, en tant que circonscription administrative de l'État, et à la région Auvergne-Rhône-Alpes.
Sur le plan électoral, elle dépend du canton de Lapalisse pour l'élection des conseillers départementaux, depuis le redécoupage cantonal de 2014 entré en vigueur en 2015, et de la troisième circonscription de l'Allier pour les élections législatives, depuis le dernier découpage électoral de 2010 (quatrième circonscription avant 2010).

### Élections municipales et communautaires

#### Élections de 2020
Le conseil municipal d'Arronnes, commune de moins de 1 000 habitants, est élu au scrutin majoritaire plurinominal à deux tours avec candidatures isolées ou groupées et possibilité de panachage. Compte tenu de la population communale, le nombre de sièges à pourvoir lors des élections municipales de 2020 est de 11. La totalité des onze candidats en lice est élue dès le premier tour, le 15 mars 2020, avec un taux de participation de 58,10 %.

#### Liste des maires
| Période                                  | Période                      | Identité         | Étiquette    | Qualité |
| ---------------------------------------- | ---------------------------- | ---------------- | ------------ | --- |
| Les données manquantes sont à compléter. |                              |                  |              | |
| mars 2001                                | En cours (au 8 juillet 2020) | François Szypula | DVD puis UDI | Agriculteur Conseiller général du canton du Mayet-de-Montagne (2004-2015) 3e vice-président de la communauté d'agglomération Vichy Communauté chargé des fonds européens, des politiques contractuelles et du conseil de développement (2017-2020) |

## Équipements et services publics

### Enseignement
Arronnes dépend de l'académie de Clermont-Ferrand. Elle gère l'école élémentaire publique Émile-Fradin (37 élèves).
Les élèves poursuivent leur scolarité au collège du Mayet-de-Montagne puis à Cusset, au lycée Albert-Londres.

### Justice
Arronnes dépend de la cour administrative d'appel de Lyon, de la cour d'appel de Riom, du tribunal administratif de Clermont-Ferrand, du tribunal de proximité et du conseil de prud'hommes de Vichy et des tribunaux judiciaire et de commerce de Cusset.

## Population et société

### Démographie
Les habitants sont nommés les Arronnais et les habitantes les Arronnaises.

#### Évolution démographique
L'évolution du nombre d'habitants est connue à travers les recensements de la population effectués dans la commune depuis 1793. Pour les communes de moins de 10 000 habitants, une enquête de recensement portant sur toute la population est réalisée tous les cinq ans, les populations de référence des années intermédiaires étant quant à elles estimées par interpolation ou extrapolation. Pour la commune, le premier recensement exhaustif entrant dans le cadre du nouveau dispositif a été réalisé en 2006.

En 2022, la commune comptait 382 habitants, en évolution de +1,33 % par rapport à 2016 (Allier : −1,38 %, France hors Mayotte : +2,11 %).
| 1793 | 1800 | 1806 | 1821 | 1831  | 1836  | 1841  | 1846  | 1851  |
| ---- | ---- | ---- | ---- | ----- | ----- | ----- | ----- | ----- |
| 896  | 896  | 879  | 745  | 1 062 | 1 045 | 1 047 | 1 100 | 1 062 |

| 1856  | 1861  | 1866 | 1872 | 1876 | 1881  | 1886  | 1891  | 1896 |
| ----- | ----- | ---- | ---- | ---- | ----- | ----- | ----- | ---- |
| 1 057 | 1 000 | 974  | 993  | 950  | 1 014 | 1 032 | 1 042 | 927  |

| 1901 | 1906 | 1911 | 1921 | 1926 | 1931 | 1936 | 1946 | 1954 |
| ---- | ---- | ---- | ---- | ---- | ---- | ---- | ---- | ---- |
| 933  | 962  | 914  | 750  | 681  | 646  | 638  | 499  | 473  |

| 1962 | 1968 | 1975 | 1982 | 1990 | 1999 | 2006 | 2011 | 2016 |
| ---- | ---- | ---- | ---- | ---- | ---- | ---- | ---- | ---- |
| 434  | 375  | 329  | 329  | 299  | 332  | 362  | 364  | 377  |

| 2021 | 2022 | - | - | - | - | - | - | - |
| ---- | ---- | - | - | - | - | - | - | - |
| 379  | 382  | - | - | - | - | - | - | - |

#### Pyramide des âges
En 2021, le taux de personnes d'un âge inférieur à 30 ans s'élève à 26,2 %, soit en dessous de la moyenne départementale (29,0 %). De même, le taux de personnes d'âge supérieur à 60 ans est de 32,3 % la même année, alors qu'il est de 35,6 % au niveau départemental.
En 2021, la commune comptait 197 hommes pour 182 femmes, soit un taux de 51,98 % d'hommes, largement supérieur au taux départemental (47,97 %).
Les pyramides des âges de la commune et du département s'établissent comme suit :
| Hommes | Classe d’âge | Femmes |
| ------ | ------------ | ------ |
| 0,5    | 90 ou +      | 1,1    |
| 7,4    | 75-89 ans    | 11,2   |
| 24,7   | 60-74 ans    | 19,7   |
| 24,0   | 45-59 ans    | 26,6   |
| 16,7   | 30-44 ans    | 15,5   |
| 13,2   | 15-29 ans    | 11,6   |
| 13,5   | 0-14 ans     | 14,2   |

| Hommes | Classe d’âge | Femmes |
| ------ | ------------ | ------ |
| 1,2    | 90 ou +      | 3      |
| 10     | 75-89 ans    | 13,4   |
| 21,3   | 60-74 ans    | 22     |
| 20,6   | 45-59 ans    | 19,6   |
| 15,7   | 30-44 ans    | 15     |
| 15,6   | 15-29 ans    | 12,9   |
| 15,7   | 0-14 ans     | 14     |

## Économie

### Revenus de la population et fiscalité
En 2011, le revenu fiscal médian par ménage s'élevait à 23 872 €, ce qui plaçait Arronnes au 26 610e rang des communes de plus de quarante-neuf ménages en métropole.

### Emploi
En 2020, la population âgée de 15 à 64 ans s'élevait à 244 personnes, parmi lesquelles on comptait 78,4 % d'actifs dont 70,7 % ayant un emploi et 7,8 % de chômeurs.
On comptait 90 emplois dans la zone d'emploi. Le nombre d'actifs ayant un emploi résidant dans la zone étant de 176, l'indicateur de concentration d'emploi est de 50,9 %, ce qui signifie que la commune offre moins d'un emploi par habitant actif.
130 des 175 personnes âgées de 15 ans ou plus (soit 74,1 %) sont des salariés. 30,6 % des actifs travaillent dans la commune de résidence.

## Culture et patrimoine

### Lieux et monuments

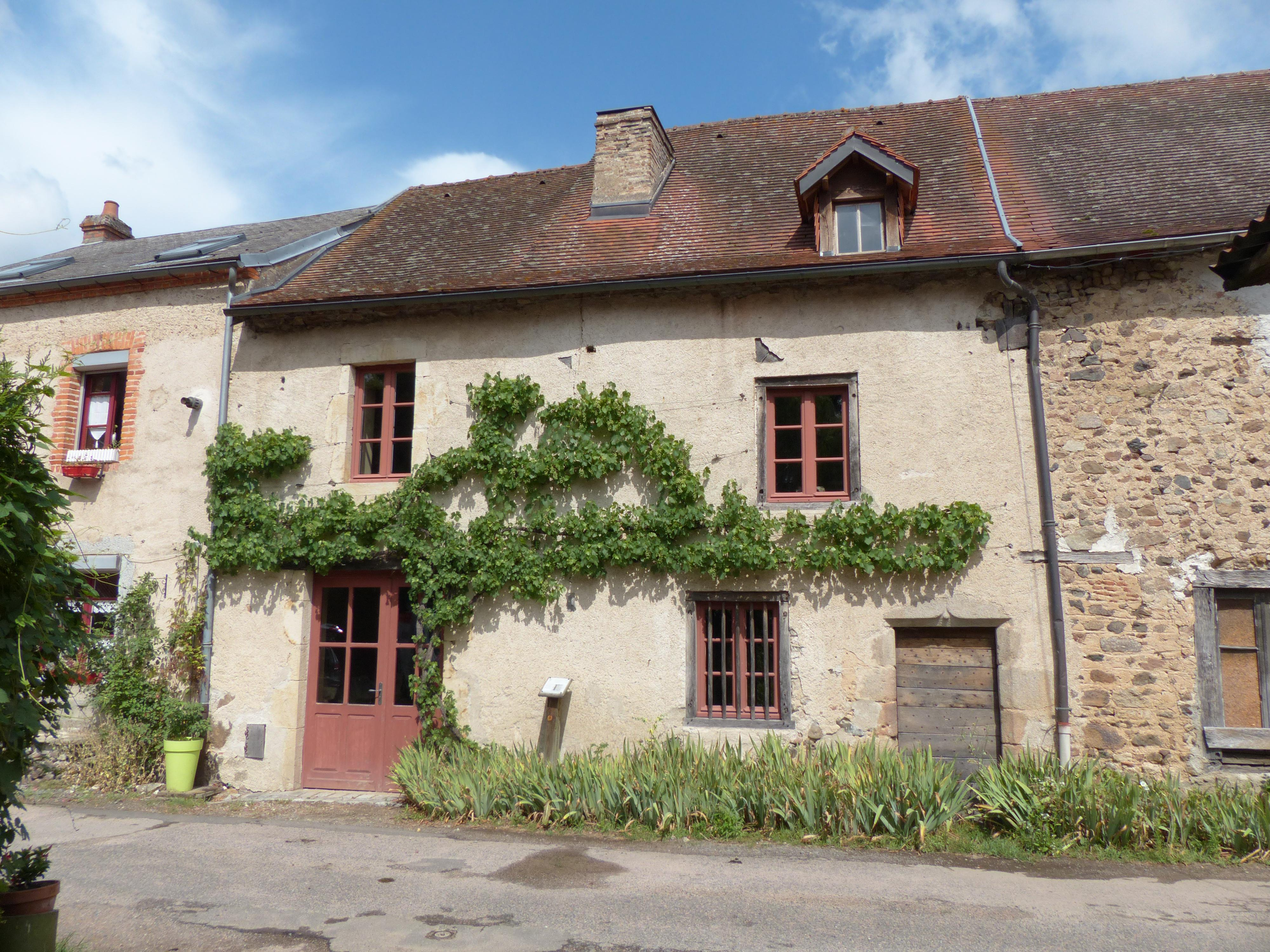
Maison Gamet.

- Église romane Saint-Léger, construite en granit aux XIe et XIIe siècles. Elle appartenait autrefois à un prieuré bénédictin, dont les moines accueillaient les pèlerins qui traversaient la Montagne bourbonnaise. Elle est inscrite aux monuments historiques le 13 juin 1927[34].
- Oratoire Notre-Dame de la Paix, chapelle (XIXe siècle) située au confluent du Sichon et du Vareille. La statue de Notre-Dame de la Paix est maintenant dans l'église Saint-Léger.
- Maison Gamet. Cette maison du XVe et XVIe siècles a été peu transformée : porte d'entrée avec arc en accolade, fenêtre à barreaudage en bois ; à l'intérieur, plafonds à la française et planchers de chêne ; dallage de tomettes au rez-de-chaussée ; deux cheminées.
- Maison Bargoin. Elle doit son nom à Laurent Bargoin (1846-1920), menuisier de son métier, mais surtout connu comme joueur de cornemuse ou musette, animateur de bal et auteur de la Valse à Bargoin ; il s'est fait représenter, avec son instrument, au-dessus de la porte d'entrée de sa maison, où il tenait café.
- Maison de la paysannerie, installée dans une ancienne ferme du début du XIXe siècle.
- Jardin médiéval, au sud de l'église[35]. Il comprend quatre parties consacrées à quatre types de cultures : aromatique, médicinale, ornementale et potagère. Pour chaque partie, quatre bacs surélevés ont été maçonnés en pierre. Un panonceau de bois identifie chaque plante.

### Personnalités liées à la commune
- Émile Fradin (1906-2010). Né dans la commune voisine de Ferrières-sur-Sichon, il est à l'origine de la découverte du site de Glozel en 1924. En septembre 2010, l'école de la commune porte son nom[36].

### Héraldique
|  | Les armes de la commune se blasonnent ainsi : D'or au pairle ondé d'azur accompagné en chef d'un bonnet phrygien de gueules, à dextre d'une crosse d'évêque, et à senestre d'une clef, le tout de sable. |